# Łotewscy posłowie do Parlamentu Europejskiego 2019–2024
Łotewscy posłowie IX kadencji do Parlamentu Europejskiego zostali wybrani w wyborach przeprowadzonych 25 maja 2019, w których wyłoniono 8 deputowanych.

## Posłowie według list wyborczych
Nowa Jedność
- Sandra Kalniete
- Inese Vaidere[1]

Socjaldemokratyczna Partia „Zgoda”
- Andris Ameriks (jako kandydat ugrupowania Honor Służyć Rydze)
- Nils Ušakovs

Zjednoczenie Narodowe „Wszystko dla Łotwy!” – TB/LNNK
- Ansis Pūpols, poseł do PE od 14 maja 2024
- Roberts Zīle

Dla Rozwoju/Za!
- Ivars Ijabs

Rosyjski Związek Łotwy
- Tatjana Ždanoka

Byli posłowie IX kadencji do PE
- Dace Melbārde (Zjednoczenie Narodowe „Wszystko dla Łotwy!” – TB/LNNK), do 6 maja 2024